# 彩雲国物語 (アニメ)
『彩雲国物語』（さいうんこくものがたり）は、角川ビーンズ文庫およびザ・ビーンズで連載中の小説作品『彩雲国物語』を原作とするテレビアニメ。

## あらすじ
主なあらすじについてはあらすじを参照。概ね原作本編対応は第1期シリーズが「はじまりの風は紅く」から「欠けゆく白銀の砂時計」の前半、第2期シリーズが「欠けゆく白銀の砂時計」の後半から「白虹は天をめざす」となっている（「白虹」の後の最新刊「黎明に琥珀はきらめく」は第2期終了後の発売であるため、放送時点で発売されていた原作本編は完全に消化しきった事になる）。
なお第1期は本編5巻強を、第2期は本編8巻弱（それぞれ関連外伝数エピソード含む）をそれぞれ3クール39話に再構成した関係上、アニメ版ではカットされた箇所が多数ある（特に第2期）。オリジナルエピソードが加えられたり、エピソードの時期がずらされているケースもいくつかある。

## ストーリー
架空の国、彩雲国を舞台に名門紅家の長姫ながら貧乏生活を送っている主人公、紅 秀麗を中心に一度諦めた夢をあるきっかけで再び追い求め夢を叶える物語。

## 登場人物
紅 秀麗（こう しゅうれい）
声：桑島法子
本作の主人公。貧乏だが名門紅家のお嬢様。ひょんなことから国王の教育係として重宝され、後に貴妃になる。
紫 劉輝（し りゅうき）
声：関智一
彩雲国国王。政事にやる気なし、興味なしなため昏君と呼ばれている。
茈 静蘭（し せいらん）
声：緑川光
紅 邵可家の家人。右羽林軍に所属。
李 絳攸（り こうゆう）
声：檜山修之
主上（国王）付きの吏部侍郎。
藍 楸瑛（らん しゅうえい）
声：森川智之
主上付きの左羽林軍の将軍。
紅 邵可（こう しょうか）
声：池田秀一
秀麗の父親。府庫に勤めている。その手ずから淹れてくれるお茶（通称父茶）は死ぬほどまずい。
ナレーター
声：池田秀一 / 総集編：緑川光、関智一、伊藤健太郎

## スタッフ
- 原作 - 雪乃紗衣（角川書店「角川ビーンズ文庫」刊）[2]
- 監督 - 宍戸淳[2]
- シリーズ構成 - 吉田玲子（第1シリーズ）[2]→丸尾みほ（第2シリーズ）[3]
- キャラクター原案 - 由羅カイリ[2]
- キャラクターデザイン - 大島美和[2]
- 美術監督 - 西倉力[2]
- 色彩設計 - 田中千春[2]
- 撮影監督 - 松井伸哉[3]
- 編集 - 木村佳史子[3]
- 音楽 - 梁邦彦[2]
- 音響監督 - 藤山房伸[2]
- プロデューサー - 柴田裕司[4]、下河原郁子[4]
- アニメーションプロデューサー - 丸山正雄[4]、吉本聡[4]
- アニメーション制作協力 - IMAGIN
- アニメーション制作 - マッドハウス[2]
- 共同制作 - 総合ビジョン
- 制作著作 - NHK

## 主題歌
オープニングテーマ「はじまりの風」
作詞 - 路川ひまり / 作曲 - ID / 編曲 - YAMAGIMAN / 歌 - 平原綾香
第1シリーズエンディングテーマ「最高の片想い」
作詞・作曲・歌 - タイナカサチ / 編曲 - 藤井丈司・小山晃平
第2シリーズエンディングテーマ「明日へ」
作詞・作曲・歌 - 照屋実穂 / 編曲 - フェビアン・レザ・パネ

## 評価
第29回アニメグランプリでは女性キャラクター部門で紅秀麗が15位を獲得している。第30回アニメグランプリでは女性キャラクター部門で紅秀麗が9位を獲得している。第31回アニメグランプリでは女性キャラクター部門で紅秀麗が10位を獲得している。

## 各話リスト
サブタイトルにはことわざが使われており、第1シリーズでは作中に台詞としても使われている。

### 第1シリーズ
| 話数 | サブタイトル             | 脚本             | 絵コンテ     | 演出       | 作画監督   | 放送日        |
| ---- | ------------------------ | ---------------- | ------------ | ---------- | ---------- | ------------- |
| 1    | うまい話には裏がある     | 吉田玲子         | 宍戸淳       | 篠原誠     | 前田達之   | 2006年 4月8日 |
| 2    | 井の中の蛙大海を知らず   | 藤咲あゆな       | 横山広実     | 大谷肇     | 白南烈     | 4月15日       |
| 3    | 能ある鷹は爪を隠す       | 砂山蔵澄         | 藤原潤       | 山内東生雄 | 清水智子   | 4月22日       |
| 4    | それは宝の持ち腐れ       | 吉田玲子         | 高橋丈夫     | 横山広実   | 玉井公子   | 4月29日       |
| 5    | 努力に勝る天才なし       | 吉田玲子         | 宍戸淳       | 大谷肇     | 金亨一     | 5月6日        |
| 6    | 画竜点睛を欠く           | ふでやすかずゆき | 三浦陽       | 川尻祥大   | 金成完     | 5月13日       |
| 7    | よく泳ぐ者は溺れる       | ふでやすかずゆき | 玉井公子     | 篠原誠     | 前田達之   | 5月20日       |
| 8    | 猫の手も借りたい         | ふでやすかずゆき | きみやしげる | 大谷肇     | 崔慶碩     | 5月27日       |
| 9    | 千里の道も一歩から       | 藤咲あゆな       | 大畑清隆     | 横山広実   | 朴起徳     | 6月3日        |
| 10   | 待てば海路の日和あり     | 砂山蔵澄         | 鎌倉由実     | 山内東生雄 | 李正弼     | 6月10日       |
| 11   | 恋の病に薬なし           | 吉田玲子         | 水野忠政     | 川尻祥大   | 河沇廷     | 6月17日       |
| 12   | 逃げるが勝ち             | ふでやすかずゆき | 横山広実     | 布施康之   | 吉開順子   | 6月24日       |
| 13   | 瓢箪から駒               | ふでやすかずゆき | 高橋丈夫     | 篠原誠     | 河沇廷     | 7月1日        |
| 14   | 石の上にも三年           | 藤咲あゆな       | きみやしげる | 大谷肇     | 朴起徳     | 7月8日        |
| 15   | 親の心子知らず           | 吉田玲子         | 玉井公子     | 横山広実   | 河沇廷     | 7月15日       |
| 16   | 渡る世間に鬼はない       | ふでやすかずゆき | 三浦陽       | 山内東生雄 | 李敏培     | 7月22日       |
| 17   | 藪をつついて蛇を出す     | 砂山蔵澄         | 伊藤智彦     | 川尻祥大   | 朴起徳     | 8月26日       |
| 18   | 頭隠して尻隠さず         | 山田由香         | 玉井公子     | 布施康之   | 嚴相龍     | 9月2日        |
| 19   | かわいい娘には旅をさせよ | 山田由香         | 鎌倉由実     | 篠原誠     | 河沇廷     | 9月9日        |
| 20   | 枯れ木に花咲く           | ふでやすかずゆき | 矢吹勉       | 大谷肇     | 朴氣徳     | 9月16日       |
| 21   | 君子危うきに近寄らず     | 吉田玲子         | 水野忠政     | 高木秀文   | 李敏培     | 9月23日       |
| 22   | 命あっての物種           | 藤咲あゆな       | 鎌倉由実     | 篠原誠     | 河沇廷     | 9月30日       |
| 23   | 旅は道連れ世は情け       | 砂山蔵澄         | 玉井公子     | 大谷肇     | 前田達之   | 10月7日       |
| 24   | 寝耳に水                 | ふでやすかずゆき | 高まつ子     | 高木秀文   | 吉開順子   | 10月14日      |
| 25   | 他人のそら似             | 山田由香         | 高橋丈夫     | 川尻祥大   | 河沇廷     | 10月21日      |
| 26   | 闇夜の烏                 | ふでやすかずゆき | 矢吹勉       | 横山広実   | 前田達之   | 10月28日      |
| 27   | 花は折りたし梢は高し     | 藤咲あゆな       | 高橋丈夫     | 布施康之   | 朴起徳     | 11月18日      |
| 28   | 案ずるより産むが易し     | 砂山蔵澄         | 鎌倉由実     | 篠原誠     | 李聞洙     | 11月25日      |
| 29   | 一日千秋の思い           | 吉田玲子         | 玉井公子     | 大谷肇     | 吉開順子   | 12月9日       |
| 30   | 女は度胸                 | 山田由香         | 三浦陽       | 高木秀文   | 李時旼     | 12月16日      |
| 31   | 掃きだめに鶴             | ふでやすかずゆき | 水野忠政     | 川尻祥大   | 李聞洙     | 12月23日      |
| 32   | 女にも二言なし           | 藤咲あゆな       | 玉井公子     | 横山広実   | 朴起徳     | 2007年 1月6日 |
| 33   | 覆水盆に返らず           | 砂山蔵澄         | 小滝礼       | 布施康之   | 玉井公子   | 1月13日       |
| 34   | 毒をもって毒を制す       | ふでやすかずゆき | 鎌倉由実     | 篠原誠     | 金性完     | 1月20日       |
| 35   | 逢うは別れの始め         | 山田由香         | 高橋丈夫     | 迫井政行   | 吉開順子   | 1月27日       |
| 36   | 世はすべてこともなし     | ふでやすかずゆき | 高橋丈夫     | 大谷肇     | 朴起徳     | 2月3日        |
| 37   | 雨は天から、涙は目から   | 吉田玲子         | 鎌倉由実     | 高木秀文   | 金性完     | 2月10日       |
| 38   | 今日の後に今日なし       | 吉田玲子         | 水野忠政     | 川尻祥大   | 玉井公子   | 2月17日       |
| 39   | 縁は異なもの味なもの     | 吉田玲子         | 宍戸淳       | 宍戸淳     | 大塚美登理 | 2月24日       |

### 第2シリーズ
| 話数 | サブタイトル                 | 脚本             | 絵コンテ | 演出       | 総作画監督 | 作画監督          | 放送日        |
| ---- | ---------------------------- | ---------------- | -------- | ---------- | ---------- | ----------------- | ------------- |
| 1    | わが家に勝る所なし           | 丸尾みほ         | 高橋丈夫 | 篠原誠     | 大島美和   | 渡辺和夫 慶白敏   | 2007年 4月7日 |
| 2    | 泣くも笑うも同じ一生         | ふでやすかずゆき | 鎌倉由実 | 川久保圭史 | 渡辺和夫   | 朴氣徳            | 4月14日       |
| 3    | 類は友を呼ぶ                 | 丸尾みほ         | 中山正恵 | 大谷肇     | 大島美和   | 金成完            | 4月21日       |
| 4    | 冬来りなば春遠からじ         | 山田由香         | 玉井公子 | 布施康之   | 渡辺和夫   | 吉開順子          | 4月28日       |
| 5    | 愛は惜しみなく与う           | ふでやすかずゆき | 島津裕行 | 篠原誠     | 大島美和   | 朴氣徳            | 5月5日        |
| 6    | 青天の霹靂                   | 丸尾みほ         | 横山広実 | 川久保圭史 | 渡辺和夫   | 金性完            | 5月12日       |
| 7    | 一心岩をも透す               | 山田由香         | 高まつ子 | 大谷肇     | 大島美和   | 玉井公子          | 5月19日       |
| 8    | 人事を尽くして天命を待つ     | ふでやすかずゆき | 水野忠政 | 布施康之   | 渡辺和夫   | 朴氣徳            | 5月26日       |
| 9    | 地獄で仏に会う               | 丸尾みほ         | 玉井公子 | 篠原誠     | 大島美和   | 金性完            | 6月2日        |
| 10   | 待ち人きたる                 | 山田由香         | 水野忠政 | 川久保圭史 | 渡辺和夫   | 吉開順子 高澤美佳 | 6月9日        |
| 11   | 知らぬは亭主ばかりなり       | ふでやすかずゆき | 森田浩光 | 成川武千嘉 | 大島美和   | 柳瀬譲二          | 6月16日       |
| 12   | 義を見てせざるは勇なきなり   | 丸尾みほ         | 吉川博明 | 大谷肇     | 渡辺和夫   | 金性完            | 6月30日       |
| 13   | 急いては事を仕損じる         | 山田由香         | 水野忠政 | 布施康之   | 大島美和   | 朴氣徳            | 7月7日        |
| 14   | 虎穴に入る                   | ふでやすかずゆき | 鎌倉由実 | 篠原誠     | 渡辺和夫   | 玉井公子          | 7月14日       |
| 15   | 一寸の光陰                   | 山田由香         | 水野忠政 | 中村近世   | 大島美和   | 李周炫            | 7月21日       |
| 16   | 風前のともし火               | 丸尾みほ         | 吉川博明 | 川久保圭史 | 渡辺和夫   | 朴氣徳            | 7月28日       |
| 17   | 浮き沈み七度                 | ふでやすかずゆき | 森田浩光 | 成川武千嘉 | 大島美和   | 柳瀬譲二          | 8月4日        |
| 18   | 日暮れて道遠し               | ふでやすかずゆき | 宍戸淳   | 宍戸淳     | 大島美和   | 渡辺和夫          | 9月15日       |
| 19   | 捕らぬ狸の皮算用             | 山田由香         | 水野忠政 | 大谷肇     | 大島美和   | 朴氣徳            | 9月22日       |
| 20   | 暖簾に腕押し                 | ふでやすかずゆき | 吉川博明 | 篠原誠     | 渡辺和夫   | 玉井公子          | 9月29日       |
| 21   | 蛙の子は蛙                   | 丸尾みほ         | 水野忠政 | 川久保圭史 | 大島美和   | 周玉允            | 10月6日       |
| 22   | 獅子身中の虫                 | 丸尾みほ         | 玉井公子 | 大谷肇     | 渡辺和夫   | 朴氣徳            | 10月13日      |
| 23   | 泣き面に蜂                   | 山田由香         | 水野忠政 | 篠原誠     | 大島美和   | 慶白敏 周玉允     | 10月20日      |
| 24   | 情けは人のためならず         | ふでやすかずゆき | 森田浩光 | 成川武千嘉 | 渡辺和夫   | 柳瀬譲二          | 10月27日      |
| 25   | 若いときの苦労は買ってもせよ | ふでやすかずゆき | 鎌倉由実 | 布施康之   | 大島美和   | 朴氣徳            | 11月3日       |
| 26   | 大賢は愚なるが如し           | 丸尾みほ         | 水野忠政 | 中村近世   | 渡辺和夫   | 玉井公子 吉開順子 | 11月10日      |
| 27   | 待たれる身より待つ身         | ふでやすかずゆき | 宍戸淳   | 宍戸淳     | 大島美和   | 渡辺和夫          | 11月17日      |
| 28   | 桃栗三年柿八年               | 山田由香         | 吉川博明 | 川久保圭史 | 渡辺和夫   | 慶白敏 周玉允     | 11月24日      |
| 29   | 遠ざかる程想いが募る         | ふでやすかずゆき | 鎌倉由実 | 岩本美香   | 大島美和   | 朴氣徳            | 12月1日       |
| 30   | 鳴かぬ蛍が身を焦がす         | 山田由香         | 森田浩光 | 成川武千嘉 | 渡辺和夫   | 柳瀬譲二          | 12月22日      |
| 31   | 身から出たさび               | 丸尾みほ         | 吉川博明 | 大谷肇     | 大島美和   | 玉井公子 吉開順子 | 2008年 1月5日 |
| 32   | 後ろ髪を引かれる             | ふでやすかずゆき | 宍戸淳   | 篠原誠     | 渡辺和夫   | 朴氣徳            | 1月12日       |
| 33   | 月日変われば気も変わる       | ふでやすかずゆき | 吉川博明 | 大谷肇     | 大島美和   | 朴氣徳            | 1月26日       |
| 34   | 藍より青し                   | 山田由香         | 水野忠政 | 篠原誠     | 渡辺和夫   | 吉開順子          | 2月2日        |
| 35   | 危ない橋を渡る               | 丸尾みほ         | 森田浩光 | 成川武千嘉 | 大島美和   | 柳瀬譲二          | 2月9日        |
| 36   | 人生いたる所に青山あり       | ふでやすかずゆき | 宍戸淳   | 岩本美香   | 大島美和   | 大島美和 渡辺和夫 | 2月16日       |
| 37   | 目は心の鏡                   | ふでやすかずゆき | 吉川博明 | 大谷肇     | 大島美和   | 吉開順子 朴氣徳   | 2月23日       |
| 38   | 刎頚の交わり                 | 山田由香         | 水野忠政 | 篠原誠     | 渡辺和夫   | 玉井公子          | 3月1日        |
| 39   | 縁あれば千里                 | 丸尾みほ         | 宍戸淳   | 宍戸淳     | 大島美和   | 渡辺和夫          | 3月8日        |

## 放送
話数表記は便宜上「X-YY話」とする（Xはシリーズ数で1または2、Yはそれぞれの話数）。
NHK BS2
- 2006年4月8日から2007年2月24日までNHKBS2の衛星アニメ劇場にて毎週土曜日9時00分より放送（第1期シリーズ、全39話）。
- 2007年4月7日から2008年3月8日まで第2期シリーズが同局、同時間にて放送（全39話）。
- BSデジタル放送は16:9、BSアナログ放送は14:9の画面アスペクト比で放送。

地上波総合
- 2007年4月21日からNHK総合テレビのミッドナイトチャンネル枠にて毎週土曜（金曜・深夜）前1時10分より第1期シリーズを放送。
- 2008年4月13日から同局にて毎週日曜（土曜・深夜）前0時55分より第2期シリーズを放送。

集中放送
- 2006年8月22日から25日（21日から24日の深夜）に1-1話から1-13話を一挙放送。
- 2006年12月5日から8日（4日から7日の深夜）に1-14話から1-28話を一挙放送。
- 2007年3月13日から15日（12日から14日の深夜）に1-29話から1-39話を一挙放送。※14日（13日の深夜）は中止になり15日（14日の深夜）に移動。
- 2007年8月21日から24日（20日から23日の深夜）に2-1話から2-17話を一挙放送。
- 2007年12月18日から20日（17日から19日の深夜）に2-18話から2-29話を一挙放送。
- 2008年4月8日から10日（7日から9日の深夜）に2-30話から2-39話を一挙放送。

放送休止
- 2006年7月25日〜8月19日までは以前、放送された1-1話・1-2話・1-6話・1-7話を再放送するため放送休止。
- 2006年12月30日、2007年3月31日は放送休止。

海外
- 台湾「緯来日本台(VIDEOLAND JAPAN)」にて2007年12月17日から第1シリーズを放送。2008年1月12日からは第2シリーズを放送。
- 香港アニマックスで2007年8月16日から放送。
- 香港無綫電視翡翠台、高清翡翠台で2008年4月5日から第1シリーズを放送。2008年10月11日からは第2シリーズを放送。
- 韓国アニマックスで2007年7月30日から放送。
- ほか、アジア各国のアニマックスで放送されている。

### 彩雲国絵巻
2007年3月から春・夏・冬休みを中心に彩雲国物語のダイジェスト版「彩雲国絵巻」をNHKBS2にて午前9時0分より放送。
| 回 | サブタイトル       | ナレーション | 放送日        |
| -- | ------------------ | ------------ | ------------- |
| Ⅰ  | ～後宮浪漫～       | 緑川光       | 2007年 3月3日 |
| Ⅱ  | ～王宮の陰謀～     | 緑川光       | 3月10日       |
| Ⅲ  | ～女人官吏誕生～   | 関智一       | 3月17日       |
| Ⅳ  | ～新人官吏の試練～ | 関智一       | 3月24日       |
| Ⅴ  | ～茶州赴任～       | 伊藤健太郎   | 8月11日       |
| Ⅵ  | ～茶家の陰謀～     | 伊藤健太郎   | 8月18日       |
| Ⅶ  | ～交錯する思い～   | 関智一       | 8月25日       |
| Ⅷ  | ～潰えた野望～     | 関智一       | 9月1日        |
| Ⅸ  | ～光と闇と～       | 緑川光       | 9月8日        |

### 特番

#### 彩雲国の世界
2006年8月22日から25日の集中放送のときに特番として放送された。なお、2006年11月4日、11日に再放送された。
NHKみんなの広場 ふれあいホールにて公開録画方式で行われた。
司会：山川恵里佳、はりけ〜んず
ゲスト：桑島法子、関智一、緑川光、檜山修之、タイナカサチ
1. 彩雲国へようこそ
2. 彩雲国の謎めく人々

#### 彩雲国の世界 Ⅱ
2007年8月21日から24日の集中放送のときに特番として放送された。なお、2007年12月8日、15日に再放送された。
NHKみんなの広場 ふれあいホールにて公開録画方式で行われた。
司会：かかずゆみ、はりけ〜んず
ゲスト：桑島法子、関智一、緑川光、檜山修之、森川智之、照屋実穂
1. 秀麗の本命は誰だ!?
2. 彩雲国名言アワード2007

「彩雲国物語の世界」は午前1時0分より、「彩雲国物語の世界 Ⅱ」は午前0時0分、0時40分より、「ゲストトークスペシャル」「インタビュー特集」は午前9時0分より放送。
| 放送日         | 番組名                            | 副題                   | 司会                    | ゲスト                                   | 再放送日       | 再放送日       |
| -------------- | --------------------------------- | ---------------------- | ----------------------- | ---------------------------------------- | -------------- | -------------- |
| 2006年 8月22日 | 彩雲国物語の世界                  | 彩雲国へようこそ       | 山川恵里佳 はりけ～んず | 桑島法子、関智一                         | 2006年 11月4日 | 2007年 4月15日 |
| 8月23日        | 彩雲国物語の世界                  | 彩雲国の謎めく人々     | 山川恵里佳 はりけ～んず | 桑島法子、緑川光、檜山修之、タイナカサチ | 11月11日       |                |
| 12月2日        | 彩雲国物語 ゲストトークスペシャル |                        | かかずゆみ 吉田智則     | 桑島法子、檜山修之、真殿光昭             |                |                |
| 2007年 6月23日 | 彩雲国物語 ゲストトークスペシャル |                        | かかずゆみ 吉田智則     | 伊藤健太郎、仙台エリ、浪川大輔           |                |                |
| 8月21日        | 彩雲国物語の世界                  | 秀麗の本命は誰だ！？   | かかずゆみ はりけ～んず | 関智一、緑川光、森川智之、檜山修之       | 2007年 12月8日 |                |
| 8月24日        | 彩雲国物語の世界                  | 彩雲国名言アワード2007 | かかずゆみ はりけ～んず | 桑島法子、緑川光、森川智之、檜山修之     | 12月15日       |                |
| 2008年 1月19日 | 彩雲国物語 インタビュー特集       |                        |                         | 関智一、緑川光、勝杏里                   |                |                |

## 関連商品

### アニメブック
- 彩雲国物語 絵巻 2007年8月28日 ISBN 978-4-04-854117-6 短編小説「天女の羽衣」を収録
- 彩雲国物語 絵巻 2 2008年6月10日 ISBN 978-4-04-854183-1 短編小説「逢瀬の相手は……」を収録

### ドラマCD
- ドラマCD 彩雲国物語〜はじまりの風は紅く〜 ミニ小説 「紅い風と共に来たる」（初回限定）
- ドラマCD 彩雲国物語 第二巻 黄金の約束 ミニ小説 「夏とおにぎりと黄金の誓い」（初回限定）

ドラマCDでは下記の声優だった。アニメでは変更されている。
霄太師：柴田秀勝
宋太傅：塚田正昭
茶太保：丸山詠二
珠翠：湯屋敦子
香鈴：釘宮理恵
浪燕青：藤原啓治
黄奇人：速水奨
紅黎深：井上和彦
翔琳：浅野まゆみ
曜春：小林由美子
葉棕庚：藤本譲
景柚梨：宮本充
アニメ版ドラマCD（マリン・エンタテインメント）
TVアニメ「彩雲国物語」ドラマCD 第一巻 愛情手料理奮闘記！
TVアニメ「彩雲国物語」ドラマCD 第二巻 物思う君に愛の手を
TVアニメ「彩雲国物語」ドラマCD 第三巻 みんな朝を目指してる
原作版ドラマCD（アニメ化後）（マリン・エンタテインメント）
ドラマCD 彩雲国物語 恋愛指南争奪戦！
ジェネオン エンタテインメント
彩雲国物語 ドラマCD1 番外編 〜「楸瑛と絳攸」・「親睦温泉旅行」〜
彩雲国物語 ドラマCD2 番外編 〜「静蘭と劉輝」・「親睦花火大会」〜
彩雲国物語 ドラマCD3 番外編 〜「親睦？熊退治」・「秀麗と劉輝」〜
彩雲国物語 セカンドシリーズ ドラマCD1 番外編 〜「海より深き愛」・「影月と香鈴」〜
彩雲国物語 セカンドシリーズ ドラマCD2 番外編 〜「裏か表か～静蘭と燕青と悠舜～」・「楸瑛と絳攸～誰かに手をひかれ〜」〜
彩雲国物語 セカンドシリーズ ドラマCD3 番外編 〜「奔流の愛～邵可と黎深と悠舜～」・「秀麗と劉輝～あなたに会えてよかった〜」〜
全員サービス
彩雲国物語 〜秋の夜長に…〜 小冊子「男子禁制！雨夜の品定め」（ビーンズ文庫）
彩雲国物語 「秀麗と双花菖蒲、ここだけの秘密の話」（The Beans vol.7）
ビーンズエースCDコレクション 彩雲国物語／クロム・ブレイカー／胡鶴捕物帳／やさしい竜の殺し方／貴族探偵エドワード（Beans A vol.9）

### DVD

#### 第1シリーズDVD
| 巻   | 発売日         | 収録話数            | 映像特典          | 初回特典           | セット | セット        |
| 巻   | 発売日         | 収録話数            | スペシャル対談    | スペシャルDJCD     | 巻     | 発売日        |
| ---- | -------------- | ------------------- | ----------------- | ------------------ | ------ | ------------- |
| 一   | 2006年 8月4日  | 一話 - 三話         | 桑島法子 関智一   | 関智一、緑川光     | ～1～  | 2008年 4月2日 |
| 二   | 9月8日         | 四話 - 六話         | 桑島法子 関智一   |                    | ～1～  | 2008年 4月2日 |
| 三   | 10月4日        | 七話 - 九話         | 森川智之 檜山修之 | 桑島法子、緑川光   | ～1～  | 2008年 4月2日 |
| 四   | 11月10日       | 十話 - 十二話       | 森川智之 檜山修之 |                    | ～1～  | 2008年 4月2日 |
| 五   | 12月8日        | 十三話 - 十五話     | 関智一 緑川光     |                    | ～2～  | 6月6日        |
| 六   | 2007年 1月12日 | 十六話 - 十八話     | 関智一 緑川光     |                    | ～2～  | 6月6日        |
| 七   | 2月9日         | 十九話 - 二十一話   | 桑島法子 緑川光   |                    | ～2～  | 6月6日        |
| 八   | 3月9日         | 二十二話 - 二十四話 | 桑島法子 緑川光   | 森川智之、檜山修之 | ～2～  | 6月6日        |
| 九   | 4月4日         | 二十五話 - 二十七話 |                   |                    | ～3～  | 8月8日        |
| 十   | 5月10日        | 二十八話 - 三十話   |                   |                    | ～3～  | 8月8日        |
| 十一 | 6月8日         | 三十一話 - 三十三話 |                   |                    | ～3～  | 8月8日        |
| 十二 | 7月6日         | 三十四話 - 三十六話 |                   |                    | ～3～  | 8月8日        |
| 十三 | 8月10日        | 三十七話 - 三十九話 |                   |                    | ～3～  | 8月8日        |

- 第1 - 7巻連動購入応募特典 由羅カイリ描き下ろしBOX1⃣
- 第8 - 13巻連動購入応募特典 雪乃紗衣書き下ろしミニ小説「春の夜の夢」＋由羅カイリ描き下ろしBOX2⃣

#### 第2シリーズDVD
| 巻   | 発売日         | 収録話数            | 映像特典            | 初回特典                                | 初回特典                            | セット | セット         |
| 巻   | 発売日         | 収録話数            | スペシャル対談      | スペシャルDJCD                          | 雪乃紗衣書き下ろし連続ミニ小説      | 巻     | 発売日         |
| ---- | -------------- | ------------------- | ------------------- | --------------------------------------- | ----------------------------------- | ------ | -------------- |
| 一   | 2007年 9月7日  | 一話 - 三話         | 桑島法子 浪川大輔   | 関智一、緑川光 森川智之、檜山修之       |                                     | ～1～  | 2009年 3月25日 |
| 二   | 10月3日        | 四話 - 六話         | 桑島法子 浪川大輔   |                                         |                                     | ～1～  | 2009年 3月25日 |
| 三   | 11月9日        | 七話 - 九話         | 桑島法子 伊藤健太郎 |                                         |                                     | ～1～  | 2009年 3月25日 |
| 四   | 12月7日        | 十話 - 十二話       | 桑島法子 伊藤健太郎 | 桑島法子、伊藤健太郎 浪川大輔、仙台エリ | 「怪盗ジャジャーンを追え！ 序、一」 | ～1～  | 2009年 3月25日 |
| 五   | 2008年 1月11日 | 十三話 - 十五話     | 桑島法子 緑川光     |                                         | 「怪盗ジャジャーンを追え！ 二」     | ～2～  | 5月22日        |
| 六   | 2月8日         | 十六話 - 十八話     | 桑島法子 緑川光     |                                         | 「怪盗ジャジャーンを追え！ 三」     | ～2～  | 5月22日        |
| 七   | 3月7日         | 十九話 - 二十一話   | 桑島法子 関智一     |                                         | 「怪盗ジャジャーンを追え！ 四」     | ～2～  | 5月22日        |
| 八   | 4月2日         | 二十二話 - 二十四話 | 桑島法子 関智一     | 桑島法子、関智一 緑川光、勝杏里         | 「怪盗ジャジャーンを追え！ 五」     | ～2～  | 5月22日        |
| 九   | 5月9日         | 二十五話 - 二十七話 |                     |                                         | 「怪盗ジャジャーンを追え！ 六」     | ～3～  | 7月24日        |
| 十   | 6月6日         | 二十八話 - 三十話   |                     |                                         | 「怪盗ジャジャーンを追え！ 七」     | ～3～  | 7月24日        |
| 十一 | 7月9日         | 三十一話 - 三十三話 |                     |                                         | 「怪盗ジャジャーンを追え！ 八」     | ～3～  | 7月24日        |
| 十二 | 8月8日         | 三十四話 - 三十六話 |                     |                                         | 「怪盗ジャジャーンを追え！ 九」     | ～3～  | 7月24日        |
| 十三 | 9月10日        | 三十七話 - 三十九話 |                     |                                         | 「怪盗ジャジャーンを追え！ 十」     | ～3～  | 7月24日        |

- 第1 - 7巻連動応募特典
  - ドラマCD「彩雲国物語〜豊作御礼大祭典!〜」
- 第8 - 13巻連動応募特典
  - 全巻収納 由羅カイリ描き下ろしBOX

#### 彩雲国絵巻
| 巻 | 発売日        | 内容                 | 内容             | 内容               |
| -- | ------------- | -------------------- | ---------------- | ------------------ |
| 一 | 2008年11月7日 | Ⅰ ～後宮浪漫～       | Ⅱ ～王宮の陰謀～ | Ⅲ ～女人官吏誕生～ |
| 二 | 12月10日      | Ⅳ ～新人官吏の試練～ | Ⅴ ～茶州赴任～   | Ⅵ ～茶家の陰謀～   |
| 三 | 2009年1月9日  | Ⅶ ～交錯する思い～   | Ⅷ ～潰えた野望～ | Ⅸ ～光と闇と～     |

### 音楽CD
- TVアニメ版 オリジナルサウンドトラック
- TVアニメ版 オリジナルサウンドトラック2
- TVアニメ版（セカンドシリーズ） オリジナルサウンドトラック
- TVアニメ版（セカンドシリーズ） Song of Memory

## WEBラジオ
『彩雲国物語 〜双剣の舞〜』。アニメイトTVにて2006年9月28日から2009年1月8日まで隔週木曜日に配信。全59回。
パーソナリティー
関智一　※17回、22回、39-40回、46-47回、54-55回は欠席
緑川光　※48-51回、54-57回は欠席
桑島法子　※41回、48-49回は欠席
ゲスト 
桑島法子（3-4回、8-9回、15回）
森川智之（5回、21回、33-34回）
檜山修之（6回、22回、33-34回、58回）
伊藤健太郎（7回、23回、48-49回）
真殿光昭（12回、31回、46-47回）
浪川大輔（17回）
勝杏里（29-30回、50-51回、58回）
雪乃紗衣（32回）
仙台エリ（39-40回、54-55回、58回）
豊口めぐみ（48-49回）
岡村明美（54-55回、58回）
主題歌（テーマソング）
「愛侠歌〜天彩輝雲〜」
作詞 - 西尾タクト / 作曲・編曲 - 杉浦"ラフィン"誠一郎
歌 - 関智一 / 台詞 - 緑川 光・桑島法子（台詞は2パターンある）

### コーナー
人物名鑑
キャラクターの紹介コーナー。初回から13回目まで放送された。
双花菖蒲 花言葉ストーリー（1,2回は双花菖蒲 花言葉対決！）
お題に沿って新しい花言葉を作るコーナー。初期は劉輝チームと静蘭チームに分かれて対決するコーナーだったが、争いは良くないと言う理由で、花言葉を題材にしたショートストーリーを募集し、出演者が自身のキャラクターで演じるコーナーとなった。
目指せ！文武両道！彩雲国官吏登用試験
テーマに沿って極めるコーナー。人物名鑑の後継コーナーである。
彩雲国応援メッセージ
悩みや、応援して欲しいことに、パーソナリティー3人（ゲストがいる時はゲストも参加）が励ましメッセージを送る。
瓦版
彩雲国物語の最新情報を紹介。

### ラジオCD
- ラジオCD 彩雲国物語〜双剣の舞〜第一巻（第1回-第7回）
- ラジオCD 彩雲国物語〜双剣の舞〜第二巻（第8回-第13回）
- ラジオCD 彩雲国物語〜双剣の舞〜第三巻（第14回-第20回）
- ラジオCD 彩雲国物語〜双剣の舞〜第四巻（第21回-第27回）
- ラジオCD 彩雲国物語〜双剣の舞〜セカンドシリーズ 第一巻（第28回-第37回）
- ラジオCD 彩雲国物語〜双剣の舞〜セカンドシリーズ 第二巻（第38回-第47回）
- ラジオCD 彩雲国物語〜双剣の舞〜セカンドシリーズ 第三巻（第48回-最終回）

#### 付録
- 彩雲国物語～双剣の舞～ ビーンズエース出張版CD（月刊Asuka2008年7月号増刊「ビーンズエース」Vol.14特別付録）

### 各回リスト
| 回 | 放送日         | サブタイトル                                                                | ゲスト     | フリートークキャラクター     | 人物名鑑 |
| -- | -------------- | --------------------------------------------------------------------------- | ---------- | ---------------------------- | -------- |
| 1  | 2006年 9月28日 | 舞うようなトークを！                                                        |            |                              | 秀麗     |
| 2  | 10月12日       | ラジオ限定!? 関さんが幻のアノ役を……！                                       |            |                              | 絳攸     |
| 3  | 10月26日       | ゲストに秀麗役の桑島法子さんが登場！                                        | 桑島法子   |                              | 楸瑛     |
| 4  | 11月9日        | 連続登場！ゲストに秀麗役の桑島法子さん                                      | 桑島法子   |                              | 邵可     |
| 5  | 11月24日       | ドキッ！男性だらけの『彩雲国物語～双剣の舞～』！                            | 森川智之   |                              | 燕青     |
| 6  | 12月7日        | 素敵な舞を披露！ ゲストは絳攸役の檜山修之さん。                             | 檜山修之   |                              | 黎深     |
| 7  | 12月21日       | 今年最後の配信は、燕青役の伊藤健太郎さんがゲストに登場！                    | 伊藤健太郎 |                              | 黄奇人   |
| 8  | 2007年 1月11日 | 新年最初の配信は、秀麗役の桑島法子さんをゲストにお迎えしてお送りします！    | 桑島法子   |                              |          |
| 9  | 1月25日        | 今回もゲストじゃなくてレギュラー？の秀麗役の桑島法子さんとお送りします。    | 桑島法子   |                              | 龍蓮     |
| 10 | 2月8日         | 久々にパーソナリティ２人きり…今回は、○○○○＆△△設定をどうぞお楽しみください！ |            | ツンデレ（緑川）と執事（関） | 香鈴     |
| 11 | 2月22日        | 今週は、つんでれ主上とお惚け執事（？）                                      |            | ツンデレ（関）と執事（緑川） | 朔洵     |
| 12 | 3月8日         | 黎深もツンデレですよね！                                                    | 真殿光昭   |                              | 影月     |
| 13 | 3月22日        | 誰かが座ってる…？桑島さん？                                                 |            |                              | 克洵     |

| 回 | 放送日  | サブタイトル           | ゲスト   | フリートークキャラクター | 官吏登用試験                 |
| -- | ------- | ---------------------- | -------- | ------------------------ | ---------------------------- |
| 14 | 4月5日  | ボイスヒーラー登場！   |          | ボイスヒーラー           | うろおぼえキャラクター似顔絵 |
| 15 | 4月19日 | 我々を導いてください！ | 桑島法子 |                          | 父茶                         |

| 回 | 放送日  | サブタイトル                                             | 桑島 | 関 | 緑川 | ゲスト     | フリートーク キャラクター | 官吏登用試験                                 |
| -- | ------- | -------------------------------------------------------- | ---- | -- | ---- | ---------- | ------------------------- | -------------------------------------------- |
| 16 | 5月10日 | 国民になるための試験は優しさです。                       | ○    | ○  | ○    |            |                           | 記憶力                                       |
| 17 | 5月24日 | ゲストに浪川大輔さん！そして、14歳（？）の緑川さん降臨!! | ○    |    | ○    | 浪川大輔   | エンジェルボイスの14歳    | あいうえお作文                               |
| 18 | 6月7日  | おはようございます！乾布摩擦、用意スタート！！           | ○    | ○  | ○    |            |                           | 彩雲国カルタ                                 |
| 19 | 6月21日 | 緑さんでもいいよ。                                       | ○    | ○  | ○    |            |                           | ジェスチャーゲーム                           |
| 20 | 7月5日  | あのさぁ、20回記念なんだけどさぁ                         | ○    | ○  | ○    |            | 20回記念                  | モノマネ大会                                 |
| 21 | 7月19日 | 今日のテーマは満身創痍。                                 | ○    | ○  | ○    | 森川智之   | 王様、王子様、王女様風    | 地図                                         |
| 22 | 8月2日  | castleとtempleが…。                                      | ○    |    | ○    | 檜山修之   | 武道の達人風              | 城シルエットクイズ                           |
| 23 | 8月16日 | やめてよ、イメージ悪くなっちゃうから♪                    | ○    | ○  | ○    | 伊藤健太郎 | 女子高生風                | マッチ棒パズル                               |
| 24 | 8月30日 | 劉輝と静蘭がすごいことに。                               | ○    | ○  | ○    |            | やり手の商人風            | 紙相撲                                       |
| 25 | 9月13日 | 前夜祭セレモニーを…！                                    | ○    | ○  | ○    |            |                           | （『花言葉ストーリー』すぺしゃるのため休み） |
| 26 | 9月27日 | これでいいんだ！                                         | ○    | ○  | ○    |            | 良家の若様風              | 彩雲国物語カルトクイズ対決                   |

| 回 | 放送日         | サブタイトル                                       | 桑島 | 関 | 緑川 | ゲスト                   | フリートーク キャラクター        | 彩雲国応援メッセージ ／官吏登用試験                     |
| -- | -------------- | -------------------------------------------------- | ---- | -- | ---- | ------------------------ | -------------------------------- | ------------------------------------------------------- |
| 27 | 10月11日       | 関さんやばいよー。                                 | ○    | ○  | ○    |                          |                                  | ＊応援＊ 秀麗、清苑、劉輝（幼）                         |
| 28 | 10月25日       | あったらいいながある                               | ○    | ○  | ○    |                          | 有能な女官風                     | 豆つかみ対決                                            |
| 29 | 11月8日        | 静蘭黒い…。                                        | ○    | ○  | ○    | 勝杏里                   | おっとりパパママ風               | ＊応援＊ 秀麗・静蘭・劉輝、蘇芳                         |
| 30 | 11月22日       | 出てきちゃった！！                                 | ○    | ○  | ○    | 勝杏里                   | 暗殺者風                         | 彩雲国どこまでつめるかゲーム                            |
| 31 | 12月6日        | こんなグダグダでいいの？                           | ○    | ○  | ○    | 真殿光昭                 | 気難しい上官風                   | 白地図                                                  |
| 32 | 12月20日       | これはレアですね！                                 | ○    | ○  | ○    | 雪乃紗衣                 | 古狸の進化形風                   | ＊応援＊ 秀麗・劉輝・静蘭～雪乃紗衣の即席メッセージ     |
| 33 | 2008年 1月10日 | 今年も残すところ355日となりました。                | ○    | ○  | ○    | 森川智之 檜山修之        |                                  | 宝探し対決、こま回し対決、カルタ対決                    |
| 34 | 1月24日        | 燕青に守られたい。                                 | ○    | ○  | ○    | 森川智之 檜山修之 宍戸淳 | 頼りない当主風                   | ＊応援＊ 秀麗、劉輝、静蘭、楸瑛、絳攸                   |
| 35 | 2月7日         | そのための静けさなんだ。                           | ○    | ○  | ○    |                          | ヒーロー風、正義の味方風         | 棒反応対決                                              |
| 36 | 2月21日        | 照れくさかったですね、演ってみたら。               | ○    | ○  | ○    |                          | 芸術家風                         | ＊応援＊ 秀麗、劉輝、静蘭                               |
| 37 | 3月6日         | 一番最初からツンデレですよ！                       | ○    | ○  | ○    |                          | 何年も一人でさすらっている旅人風 | 同時並行作業対決                                        |
| 38 | 3月19日        | 9割方、俺が1番を制したかな                         | ○    | ○  | ○    |                          | 大病院の辣腕医師風               | ＊応援＊ 秀麗、劉輝（幼）、清苑                         |
| 39 | 4月3日         | 女だらけだと会話もはずむわよね                     | ○    |    | ○    | 仙台エリ                 | 双剣三姉妹                       | 缶転がし対決！                                          |
| 40 | 4月17日        | よかった、今日、関さん居なくて                     | ○    |    | ○    | 仙台エリ                 | 教官と生徒風                     | 時間感覚・目分量対決！                                  |
| 41 | 5月1日         | よく関くんの寝顔見る                               |      | ○  | ○    |                          | よっぱらい風                     |                                                         |
| 42 | 5月15日        | なんでオープニングだけなんだよ                     | ○    | ○  | ○    | [ 注 3 ]                 |                                  | ＊応援＊ 劉輝、静蘭、秀麗                               |
| 43 | 5月29日        | 俺が女性だったらそのかわいさが出るのに             | ○    | ○  | ○    |                          | ドジっ子料理人と親方風           | 将棋くずし                                              |
| 44 | 6月12日        | あなたは誰ですか？                                 | ○    | ○  | ○    |                          | 浜辺を追いかけっこする恋人風     | ＊応援＊ 秀麗・静蘭・劉輝                               |
| 45 | 6月26日        | 桑島くんも食べたまえ                               | ○    | ○  | ○    |                          | 学者と助手風                     | 数当てゲーム                                            |
| 46 | 7月10日        | 台本が血まみれに…！                                | ○    |    | ○    | 真殿光昭                 | いっぱいいっぱいな新入社員風     | ＊応援＊ 秀麗、静蘭、黎深                               |
| 47 | 7月24日        | 勝負は最後までわからない                           | ○    |    | ○    | 真殿光昭                 | 関西弁                           | その時真殿さんならどうする!?クイズ!!                    |
| 48 | 8月7日         | 関智一のみです…                                    |      | ○  |      | 伊藤健太郎 豊口めぐみ    |                                  | ＊応援＊ 劉輝、燕青、十三姫                             |
| 49 | 8月21日        | 腕を横に回転させることに関して右に出る者はいない！ |      | ○  |      | 伊藤健太郎 豊口めぐみ    |                                  | かき氷早作り対決！！                                    |
| 50 | 9月4日         | 腰が痛いですね                                     | ○    | ○  |      | 勝杏里                   | 受付嬢風                         | 健康対決三本勝負！ デシベル対決、ロデオ対決、持久力対決 |
| 51 | 9月18日        | キミの劉輝はキミの心の中だけに…                    | ○    | ○  |      | 勝杏里                   | 忍者風                           | ＊応援＊ 秀麗、劉輝、蘇芳                               |
| 52 | 10月2日        | けっこうご立腹でした                               | ○    | ○  | ○    |                          | ○○風の正解を言わずに終了!?       | 双剣の舞カルトクイズ対決                                |
| 53 | 10月16日       | 10日と13日が気まずくなるよね                       | ○    | ○  | ○    |                          | 選手宣誓をしている風             | ＊応援＊ 秀麗、劉輝、清苑                               |
| 54 | 10月30日       | 今日、私、誕生日でした！                           | ○    |    |      | 岡村明美 仙台エリ        | 三人姉妹のお茶会風               | 機密保持対決                                            |
| 55 | 11月13日       | 突き抜けちゃうからね！                             | ○    |    |      | 岡村明美 仙台エリ        | 泣き虫な教師風                   | 情報操作対決                                            |
| 56 | 11月27日       | 顔を上げるとそこに桑島さんがいる…                  | ○    | ○  |      |                          | アイドル風                       | ＊応援＊ 秀麗、劉輝                                     |
| 57 | 12月11日       | ゴナ！                                             | ○    | ○  |      |                          | テーマパークのキャラクター風     | たたいてかぶってじゃんけん対決                          |
| 58 | 12月25日       | 意外と病み付きになってた…                          | ○    | ○  | ○    | 岡村明美 仙台エリ        | サンタクロース風                 | クリスマスツリー早飾り対決                              |
| 58 | 12月25日       | 意外と病み付きになってた…                          | ○    | ○  | ○    | 檜山修之 勝杏里          | サンタクロース風                 | カルタ対決                                              |
| 59 | 2009年 1月8日  | いつの日か、また、あなたと…                        | ○    | ○  | ○    |                          | 卒業式風                         | ＊応援＊ 静蘭、秀麗、劉輝                               |

| 双花菖蒲 花言葉対決！                                                                                           | 双花菖蒲 花言葉対決！                                     | 双花菖蒲 花言葉対決！                                     | 双花菖蒲 花言葉対決！ | 双花菖蒲 花言葉対決！                                     | 双花菖蒲 花言葉対決！ | 双花菖蒲 花言葉対決！ | 双花菖蒲 花言葉対決！ |
| 回 | 花                                                        | 登場人物                                                  | "花言葉（灰色は創作）"／内容、せりふ、キャストコメント                                                                               | 収録                                                      | 募集 | 募集 | 募集 |
| --- | --------------------------------------------------------- | --------------------------------------------------------- | --- | --------------------------------------------------------- | --- | --- | --- |
| 1 | バラ                                                      | 緑川 A子（関）                                            | "気高く咲いて、美しく散る" A子さんへの告白                                                                                           | ①                                                         | コスモス | コスモス | コスモス |
| 1 | バラ                                                      | 関 B子（関）                                              | "あなたは痛い人だ" お笑い芸人・B子さんへの告白                                                                                       | ①                                                         | コスモス | コスモス | コスモス |
| 双花菖蒲 花言葉ストーリー                                                                                       |                                                           |                                                           | |                                                           | | | |
| 回 | 花                                                        | 登場人物                                                  | "花言葉（灰色は創作）"／内容、せりふ、キャストコメント                                                                               |                                                           | 募集 | 募集 | 募集 |
| 2 | コスモス                                                  | 緑川                                                      | "少女の純潔"（ピンク） | ①                                                         | 金木犀 "謙遜" | 金木犀 "謙遜" | 金木犀 "謙遜" |
| 2 | コスモス                                                  | 劉輝（幼） 清苑                                           | "おまえの剣の腕が実るように" 剣の練習風景                                                                                            | ①                                                         | 金木犀 "謙遜" | 金木犀 "謙遜" | 金木犀 "謙遜" |
| 3 | 金木犀                                                    | 桑島、関 緑川                                             | 「"謙遜"じゃなくて"一方通行"って感じだよな…」 ○○○の香り                                                                              |                                                           | 紫苑 "追憶" "君を忘れない" | 紫苑 "追憶" "君を忘れない" | 紫苑 "追憶" "君を忘れない" |
| 3 | 金木犀                                                    | 桑島 関                                                   | "黄金の流星群" 秋の夜 |                                                           | 紫苑 "追憶" "君を忘れない" | 紫苑 "追憶" "君を忘れない" | 紫苑 "追憶" "君を忘れない" |
| 4 | 金木犀                                                    | 秀麗、静蘭 劉輝                                           | "謙遜" "初恋" "あなたを振り向かせる"                                                                                                 |                                                           | サフラン "歓喜" "濫用するな" | サフラン "歓喜" "濫用するな" | サフラン "歓喜" "濫用するな" |
| 4 | 紫苑                                                      | 劉輝 静蘭                                                 | "追憶" 茶州出立前に酒を酌み交わしている                                                                                              | ①                                                         | サフラン "歓喜" "濫用するな" | サフラン "歓喜" "濫用するな" | サフラン "歓喜" "濫用するな" |
| 5 | サフラン                                                  | 楸瑛 女官（緑川）                                         | "濫用するな" 「超女で」 | ①                                                         | シクラメン "内気" "はにかみ"（ピンク） "嫉妬"（赤） | シクラメン "内気" "はにかみ"（ピンク） "嫉妬"（赤） | シクラメン "内気" "はにかみ"（ピンク） "嫉妬"（赤） |
| 5 | サフラン                                                  | 劉輝、楸瑛                                                | "楽しみ" 「秀麗殿がどのようにして彩雲国を黄金色に染めていくのか…」                                                                   |                                                           | シクラメン "内気" "はにかみ"（ピンク） "嫉妬"（赤） | シクラメン "内気" "はにかみ"（ピンク） "嫉妬"（赤） | シクラメン "内気" "はにかみ"（ピンク） "嫉妬"（赤） |
| 6 | シクラメン                                                | 劉輝、絳攸                                                | "内気" "はにかみ"（ピンク） "嫉妬"（赤） 「こんな花、誰がいるかァ!!!」                                                               |                                                           | ウメ "忠実"（紅) "気品"（白） | ウメ "忠実"（紅) "気品"（白） | ウメ "忠実"（紅) "気品"（白） |
| 6 | シクラメン                                                | 劉輝、静蘭 絳攸                                           | "嫉妬"（赤） 『賄賂の品は主上の御心』                                                                                                | ①                                                         | ウメ "忠実"（紅) "気品"（白） | ウメ "忠実"（紅) "気品"（白） | ウメ "忠実"（紅) "気品"（白） |
| 7 | 白梅                                                      | 劉輝、静蘭 燕青                                           | "気品" 白いウメの花言葉は… |                                                           | ウメ "忠実"（紅) "気品"（白） | ウメ "忠実"（紅) "気品"（白） | ウメ "忠実"（紅) "気品"（白） |
| 7 | 白梅                                                      | 燕青、静蘭                                                | 縁側で |                                                           | ウメ "忠実"（紅) "気品"（白） | ウメ "忠実"（紅) "気品"（白） | ウメ "忠実"（紅) "気品"（白） |
| 8 | 紅梅                                                      | 秀麗 静蘭                                                 | "忠実" 緑川「軽めテイストにしてみました」                                                                                            | ②                                                         | 福寿草 "幸福" "幸せを招く" | 福寿草 "幸福" "幸せを招く" | 福寿草 "幸福" "幸せを招く" |
| 8 | 白梅                                                      | 秀麗、劉輝 静蘭                                           | "気品" 「お嬢さまに必要なもの」 |                                                           | 福寿草 "幸福" "幸せを招く" | 福寿草 "幸福" "幸せを招く" | 福寿草 "幸福" "幸せを招く" |
| 9 | 白梅                                                      | 劉輝 静蘭                                                 | "気品" 「私は主上の食べこぼしを見つけに来たわけでは…」                                                                               |                                                           | 福寿草 "幸福" "幸せを招く" | 福寿草 "幸福" "幸せを招く" | 福寿草 "幸福" "幸せを招く" |
| 9 | 紅梅                                                      | 秀麗、劉輝 静蘭                                           | "忠実" 『夢見る劉輝』 | ②                                                         | 福寿草 "幸福" "幸せを招く" | 福寿草 "幸福" "幸せを招く" | 福寿草 "幸福" "幸せを招く" |
| 10 | 福寿草                                                    | 劉輝 静蘭                                                 | "幸せ" "幸福を招く" 関さん、秀麗のせりふは可愛くお願いします。                                                                       | ②                                                         | サクラソウ "希望" "青春の始まりと悲しみ" "青春の喜びと悲しみ" | サクラソウ "希望" "青春の始まりと悲しみ" "青春の喜びと悲しみ" | サクラソウ "希望" "青春の始まりと悲しみ" "青春の喜びと悲しみ" |
| 11 | 福寿草                                                    | 劉輝、静蘭                                                | "幸福" 庭院で | ②                                                         | サクラソウ "希望" "青春の始まりと悲しみ" "青春の喜びと悲しみ" | サクラソウ "希望" "青春の始まりと悲しみ" "青春の喜びと悲しみ" | サクラソウ "希望" "青春の始まりと悲しみ" "青春の喜びと悲しみ" |
| 12 | サクラソウ                                                | 劉輝、静蘭 黎深                                           | "希望" 枯れた希望 | ②                                                         | サクラソウ "希望" "青春の始まりと悲しみ" "青春の喜びと悲しみ" | サクラソウ "希望" "青春の始まりと悲しみ" "青春の喜びと悲しみ" | サクラソウ "希望" "青春の始まりと悲しみ" "青春の喜びと悲しみ" |
| 12 | サクラソウ                                                | 劉輝、静蘭 黎深                                           | "青春の喜びと悲しみ" 「これ以上のものはおまえにはやらん」                                                                            |                                                           | すもも "誤解" | すもも "誤解" | すもも "誤解" |
| 13 | サクラソウ                                                | 劉輝、静蘭                                                | "青春の歓喜" "青春の悲しみ" | ②                                                         | すもも "誤解" | すもも "誤解" | すもも "誤解" |
| 14 | すもも                                                    | 劉輝 静蘭                                                 | "誤解" "忠実" 「今回はCDドラマのおまけコーナーくらいありますよ」                                                                     |                                                           | すもも "誤解" | すもも "誤解" | すもも "誤解" |
| 14 | すもも                                                    | 劉輝 静蘭                                                 | "誤解" "忠実" 「今回はCDドラマのおまけコーナーくらいありますよ」                                                                     | 花菖蒲 "忍耐"                                             | | | |
| 15 | すもも                                                    | 秀麗 静蘭                                                 | "誤解" 茶州府にて |                                                           | | | |
| 15 | すもも                                                    | 秀麗 静蘭                                                 | "誤解" 茶州府にて | すみれ "誠実"                                             | | | |
| 16 | 花菖蒲                                                    | 劉輝（幼/現) 清苑/静蘭                                    | "あなたを信じる" "忍耐" 流罪半年前～現在                                                                                             | ③                                                         | | | |
| 17 | すみれ                                                    | 秀麗、影月 静蘭                                           | "誠実" "あどけない恋" | ③                                                         | つゆくさ "懐かしい関係" | つゆくさ "懐かしい関係" | つゆくさ "懐かしい関係" |
| 18 | つゆくさ                                                  | 静蘭/清苑 秀麗（幼） 劉輝（幼）                           | "懐かしい関係" 桑島「関さんの劉輝を聞いちゃうと、秀麗もあほっぽくしなきゃいけない気が…」                                             | ③                                                         | つゆくさ "懐かしい関係" | つゆくさ "懐かしい関係" | つゆくさ "懐かしい関係" |
| 18 | つゆくさ                                                  | 静蘭/清苑 秀麗（幼） 劉輝（幼）                           | "懐かしい関係" 桑島「関さんの劉輝を聞いちゃうと、秀麗もあほっぽくしなきゃいけない気が…」                                             | ③                                                         | あさがお "はかない恋" "私はあなたに結び付く" | | |
| 19 | つゆくさ                                                  | 秀麗、劉輝 静蘭                                           | "懐かしい関係" 緑川「関さん、若干キャラクターを戻してください」                                                                      | ③                                                         | ムラサキシキブ "聡明" | ムラサキシキブ "聡明" | |
| 20 | あさがお                                                  | 劉輝、静蘭 秀麗                                           | "私はあなたに結び付きたい" "はかない恋" "固い約束" 第17回のあいうえお作文例題をネタに                                                |                                                           | ムラサキシキブ "聡明" | ムラサキシキブ "聡明" | |
| 21 | あさがお                                                  | 秀麗 静蘭                                                 | "はかない恋" "私はあなたに結び付く" 朝の散歩                                                                                         |                                                           | ムラサキシキブ "聡明" | ムラサキシキブ "聡明" | ベニバナ "包容力" "熱狂" "装い" "化粧" |
| 21 | あさがお                                                  | 秀麗、劉輝                                                | "私はあなたに結び付く" "はかない恋"                                                                                                  |                                                           | ムラサキシキブ "聡明" | ムラサキシキブ "聡明" | ベニバナ "包容力" "熱狂" "装い" "化粧" |
| 21 | すもも                                                    | 楸瑛、静蘭 女官（関）                                     | "誤解"（李下に冠を正さず） 満開のすももの木の下で                                                                                    | ④                                                         | ムラサキシキブ "聡明" | ムラサキシキブ "聡明" | ベニバナ "包容力" "熱狂" "装い" "化粧" |
| 22 | ムラサキシキブ                                            | 絳攸、静蘭 秀麗                                           | "聡明" なぜか劉輝自身の出番がなくなってしまいました                                                                                  |                                                           | ムラサキシキブ "聡明" | ムラサキシキブ "聡明" | ベニバナ "包容力" "熱狂" "装い" "化粧" |
| 23 | ムラサキシキブ                                            | 燕青、静蘭 秀麗、劉輝                                     | "聡明" ムラサキシキブの送り主 | ④                                                         | オシロイバナ "小心" "臆病" "私は恋を疑う" | オシロイバナ "小心" "臆病" "私は恋を疑う" | ベニバナ "包容力" "熱狂" "装い" "化粧" |
| 24 | ムラサキシキブ                                            | 秀麗、劉輝 静蘭                                           | "上品" 茶州赴任前のある一日 | ④                                                         | オシロイバナ "小心" "臆病" "私は恋を疑う" | オシロイバナ "小心" "臆病" "私は恋を疑う" | ベニバナ "包容力" "熱狂" "装い" "化粧" |
| 25 | 配信１周年前夜祭！『双花菖蒲 花言葉ストーリー』すぺしゃる | 配信１周年前夜祭！『双花菖蒲 花言葉ストーリー』すぺしゃる | 配信１周年前夜祭！『双花菖蒲 花言葉ストーリー』すぺしゃる                                                                            | 配信１周年前夜祭！『双花菖蒲 花言葉ストーリー』すぺしゃる | オシロイバナ "小心" "臆病" "私は恋を疑う" | オシロイバナ "小心" "臆病" "私は恋を疑う" | ベニバナ "包容力" "熱狂" "装い" "化粧" |
| 25 | ウメ                                                      | 秀麗、劉輝 静蘭                                           | "気品"（白）"忠実" "忍耐" "独立"（紅） 「お嬢さま、主上、おふたりともうまいですね」                                                  | ④                                                         | オシロイバナ "小心" "臆病" "私は恋を疑う" | オシロイバナ "小心" "臆病" "私は恋を疑う" | ベニバナ "包容力" "熱狂" "装い" "化粧" |
| 25 | 福寿草                                                    | 秀麗、劉輝 静蘭                                           | "幸せを招く" 風邪をひいた劉輝の見舞いに                                                                                              |                                                           | オシロイバナ "小心" "臆病" "私は恋を疑う" | オシロイバナ "小心" "臆病" "私は恋を疑う" | ベニバナ "包容力" "熱狂" "装い" "化粧" |
| 25 | 福寿草                                                    | 劉輝（現/幼） 静蘭/清苑                                   | "幸福" 秀麗が国試を受けるため勉強に励んでいるころ                                                                                    | ④                                                         | オシロイバナ "小心" "臆病" "私は恋を疑う" | オシロイバナ "小心" "臆病" "私は恋を疑う" | ベニバナ "包容力" "熱狂" "装い" "化粧" |
| 25 | ムラサキシキブ                                            | 秀麗、劉輝 静蘭                                           | "聡明" 君のすてきなおじさんより。 |                                                           | オシロイバナ "小心" "臆病" "私は恋を疑う" | オシロイバナ "小心" "臆病" "私は恋を疑う" | ベニバナ "包容力" "熱狂" "装い" "化粧" |
| 25 | ムラサキシキブ                                            | 秀麗、静蘭                                                | ○○弁の静蘭「お↑じょうさま」 | ④                                                         | オシロイバナ "小心" "臆病" "私は恋を疑う" | オシロイバナ "小心" "臆病" "私は恋を疑う" | ベニバナ "包容力" "熱狂" "装い" "化粧" |
| 25 | 帰ってきた『双花菖蒲花 言葉対決！』                       |                                                           | |                                                           | オシロイバナ "小心" "臆病" "私は恋を疑う" | オシロイバナ "小心" "臆病" "私は恋を疑う" | ベニバナ "包容力" "熱狂" "装い" "化粧" |
| 25 | カーネーション                                            | 関                                                        | "あなたを熱愛します"（ピンク） ○○さんへの告白                                                                                        | ④                                                         | オシロイバナ "小心" "臆病" "私は恋を疑う" | オシロイバナ "小心" "臆病" "私は恋を疑う" | ベニバナ "包容力" "熱狂" "装い" "化粧" |
| 25 | サンダーソニア                                            | サンダー（緑川） ソニア（緑川）                           | "祈り" "望郷" コパカバーナ出身のソニアへの告白                                                                                       | ④                                                         | オシロイバナ "小心" "臆病" "私は恋を疑う" | オシロイバナ "小心" "臆病" "私は恋を疑う" | ベニバナ "包容力" "熱狂" "装い" "化粧" |
| 26 | 『彩雲国官吏登用試験』すぺしゃるのため休み                | 『彩雲国官吏登用試験』すぺしゃるのため休み                | 『彩雲国官吏登用試験』すぺしゃるのため休み                                                                                           | 『彩雲国官吏登用試験』すぺしゃるのため休み                | オシロイバナ "小心" "臆病" "私は恋を疑う" | オシロイバナ "小心" "臆病" "私は恋を疑う" | ベニバナ "包容力" "熱狂" "装い" "化粧" |
| 27 | ベニバナ                                                  | 秀麗、劉輝 静蘭                                           | "装い" "化粧" "特別な人" 「走ると転びますよ」                                                                                        |                                                           | オシロイバナ "小心" "臆病" "私は恋を疑う" | オシロイバナ "小心" "臆病" "私は恋を疑う" | スイセン "うぬぼれ" "自己愛" "自尊心" "気高さ" "愛をもう一度" キズイセン "もう一度愛してほしい" ラッパスイセン "尊敬"                                               |
| 28 | ベニバナ                                                  | 秀麗（老年） 劉輝（老年） 静蘭                            | "包容力" 花言葉は妄想力 |                                                           | オシロイバナ "小心" "臆病" "私は恋を疑う" | オシロイバナ "小心" "臆病" "私は恋を疑う" | スイセン "うぬぼれ" "自己愛" "自尊心" "気高さ" "愛をもう一度" キズイセン "もう一度愛してほしい" ラッパスイセン "尊敬"                                               |
| 29 | オシロイバナ                                              | 秀麗、蘇芳 静蘭、劉輝                                     | "小心" "臆病" 「行きますよ、おさいふそのに…いえ、タンタン君」                                                                        | ❶                                                         | オシロイバナ "小心" "臆病" "私は恋を疑う" | オシロイバナ "小心" "臆病" "私は恋を疑う" | スイセン "うぬぼれ" "自己愛" "自尊心" "気高さ" "愛をもう一度" キズイセン "もう一度愛してほしい" ラッパスイセン "尊敬"                                               |
| 30 | オシロイバナ                                              | 秀麗、静蘭 蘇芳                                           | "小心" "臆病" "私は恋を疑う" 贈り物の中身は…                                                                                         |                                                           | ツバキ "控えめな美徳" "気取らない優美さ"（赤） "最高の愛らしさ" "申し分のない魅力"（白）                                                                            | ストレリチア | スイセン "うぬぼれ" "自己愛" "自尊心" "気高さ" "愛をもう一度" キズイセン "もう一度愛してほしい" ラッパスイセン "尊敬"                                               |
| 30 | オシロイバナ                                              | 秀麗、劉輝 静蘭                                           | 夏の夕方 |                                                           | ツバキ "控えめな美徳" "気取らない優美さ"（赤） "最高の愛らしさ" "申し分のない魅力"（白）                                                                            | ストレリチア | スイセン "うぬぼれ" "自己愛" "自尊心" "気高さ" "愛をもう一度" キズイセン "もう一度愛してほしい" ラッパスイセン "尊敬"                                               |
| 31 | ツバキ                                                    | 静蘭、黎深 劉輝、秀麗                                     | "最高の愛らしさ" "申し分のない魅力" "冷ややかな美しさ" "理想的な愛情"（白） "気取らない優美さ"（赤） 「主上、それはツバキではなく…」 | ❶                                                         | ツバキ "控えめな美徳" "気取らない優美さ"（赤） "最高の愛らしさ" "申し分のない魅力"（白）                                                                            | ストレリチア | スイセン "うぬぼれ" "自己愛" "自尊心" "気高さ" "愛をもう一度" キズイセン "もう一度愛してほしい" ラッパスイセン "尊敬"                                               |
| 31 | サクラソウ                                                | 劉輝、黎深                                                | "希望" "うぬぼれ" | ❶                                                         | ツバキ "控えめな美徳" "気取らない優美さ"（赤） "最高の愛らしさ" "申し分のない魅力"（白）                                                                            | ストレリチア | スイセン "うぬぼれ" "自己愛" "自尊心" "気高さ" "愛をもう一度" キズイセン "もう一度愛してほしい" ラッパスイセン "尊敬"                                               |
| 32 | スイセン                                                  | 静蘭 秀麗（幼） 劉輝（幼）                                | 原作者「ここらへんが静蘭のモテ期絶頂期って感じですね」                                                                               |                                                           | ストレリチア "恋の伊達者" "寛容" "気取った恋" | ストレリチア "恋の伊達者" "寛容" "気取った恋" | ストレリチア "恋の伊達者" "寛容" "気取った恋" |
| 32 | スイセン                                                  | 静蘭 秀麗（幼） 劉輝（幼）                                | 原作者「ここらへんが静蘭のモテ期絶頂期って感じですね」                                                                               | サツキツツジ "節制"                                       | ストレリチア "恋の伊達者" "寛容" "気取った恋" | ストレリチア "恋の伊達者" "寛容" "気取った恋" | ストレリチア "恋の伊達者" "寛容" "気取った恋" |
| 33 |                                                           |                                                           | |                                                           | ストレリチア "恋の伊達者" "寛容" "気取った恋" | ストレリチア "恋の伊達者" "寛容" "気取った恋" | ストレリチア "恋の伊達者" "寛容" "気取った恋" |
| 34 | ツバキ                                                    | 劉輝、静蘭 楸瑛、絳攸 秀麗                                | "控えめな美徳" ラジオ『双花菖蒲のてんてこ舞い』                                                                                      | ❶                                                         | ストレリチア "恋の伊達者" "寛容" "気取った恋" | ストレリチア "恋の伊達者" "寛容" "気取った恋" | ストレリチア "恋の伊達者" "寛容" "気取った恋" |
| 34 | ツバキ                                                    | 劉輝、静蘭 楸瑛、絳攸 秀麗                                | "控えめな美徳" ラジオ『双花菖蒲のてんてこ舞い』                                                                                      | ❶                                                         | サクラ "精神美" "優れた美人" | | |
| 35 | ストレリチア                                              | 劉輝、静蘭 秀麗（幼）                                     | "寛容" 「お花さん、今日からあなたの名前は静蘭よ」                                                                                    | ❶                                                         | | | |
| 36 | ストレリチア                                              | 秀麗、劉輝 静蘭                                           | "輝かしい未来" 関「照れくさかったですね、演ってみたら。」                                                                            | ❶                                                         | | | |
| 37 | サツキツツジ                                              | 秀麗、劉輝 静蘭                                           | "節制" ツンデレ静蘭 | ❶                                                         | しゃくなげ "威厳" "荘厳" | アマリリス "おしゃべり" "ほどよい美しさ" "内気の美しさ" | アマリリス "おしゃべり" "ほどよい美しさ" "内気の美しさ" |
| 38 | サツキツツジ                                              | 秀麗、劉輝 静蘭                                           | 庭院にて |                                                           | しゃくなげ "威厳" "荘厳" | アマリリス "おしゃべり" "ほどよい美しさ" "内気の美しさ" | アマリリス "おしゃべり" "ほどよい美しさ" "内気の美しさ" |
| 39 | 桜                                                        | 秀麗、静蘭                                                | "優れた美人" | ❷                                                         | あじさい "移り気" "浮気" "冷酷" "自慢家" "あなたは冷たい" | ひゃくにちそう "幸福" "友への思い" "別れた友を思う" | ひゃくにちそう "幸福" "友への思い" "別れた友を思う" |
| 39 | 桜                                                        | 秀麗、香鈴                                                | "優れた美人" | ❷                                                         | あじさい "移り気" "浮気" "冷酷" "自慢家" "あなたは冷たい" | ひゃくにちそう "幸福" "友への思い" "別れた友を思う" | ひゃくにちそう "幸福" "友への思い" "別れた友を思う" |
| 40 | 桜                                                        | 清苑王 紅貴妃                                             | 静蘭が彩雲国国王・紫清苑になっていたら…                                                                                              | ❷                                                         | あじさい "移り気" "浮気" "冷酷" "自慢家" "あなたは冷たい" | ひゃくにちそう "幸福" "友への思い" "別れた友を思う" | ひゃくにちそう "幸福" "友への思い" "別れた友を思う" |
| 40 | 桜                                                        | 秀麗、香鈴 静蘭                                           | 「うん。桜餅、いい」 | ❷                                                         | あじさい "移り気" "浮気" "冷酷" "自慢家" "あなたは冷たい" | ひゃくにちそう "幸福" "友への思い" "別れた友を思う" | ひゃくにちそう "幸福" "友への思い" "別れた友を思う" |
| 41 | 福寿草                                                    | 劉輝、静蘭                                                | |                                                           | ひるがお "絆" "友達のよしみ" | 胡蝶蘭 "清純" "幸福が飛んでくる" "あなたを愛します" | 胡蝶蘭 "清純" "幸福が飛んでくる" "あなたを愛します" |
| 42 | しゃくなげ                                                | 秀麗、劉輝 静蘭                                           | "威厳" 秀麗が妄想する彩雲国国王・静蘭                                                                                                | ❷                                                         | ひるがお "絆" "友達のよしみ" | 胡蝶蘭 "清純" "幸福が飛んでくる" "あなたを愛します" | 胡蝶蘭 "清純" "幸福が飛んでくる" "あなたを愛します" |
| 43 | しゃくなげ                                                | 秀麗、劉輝 静蘭                                           | 少年A（関）、少年B（緑川）、少女（桑島）が登場                                                                                       | ❷                                                         | ひるがお "絆" "友達のよしみ" | 胡蝶蘭 "清純" "幸福が飛んでくる" "あなたを愛します" | 胡蝶蘭 "清純" "幸福が飛んでくる" "あなたを愛します" |
| 44 | あじさい                                                  | 秀麗（現/幼） 静蘭、劉輝                                  | "ひたむきな愛情" あじさいの別名・八仙花から                                                                                          |                                                           | ひるがお "絆" "友達のよしみ" | 胡蝶蘭 "清純" "幸福が飛んでくる" "あなたを愛します" | 胡蝶蘭 "清純" "幸福が飛んでくる" "あなたを愛します" |
| 45 | あじさい                                                  | 劉輝（現/幼） 静蘭 秀麗（幼）                             | 「何で泣き声で張り合うのさ」 | ❷                                                         | ひるがお "絆" "友達のよしみ" | 胡蝶蘭 "清純" "幸福が飛んでくる" "あなたを愛します" | 胡蝶蘭 "清純" "幸福が飛んでくる" "あなたを愛します" |
| 46 | 胡蝶蘭                                                    | 黎深、秀麗 静蘭                                           | "あなたを愛します" "幸福が飛んでくる" 真殿「台本が血まみれに…」                                                                      | ❷                                                         | なでしこ "純粋な愛" "無邪気" "貞操" "才能" | 夕顔 "夜" "はかない恋" | 夕顔 "夜" "はかない恋" |
| 47 | 胡蝶蘭                                                    | 黎深、秀麗 静蘭                                           | "幸福が飛んでくる" 真殿「秀麗に対する愛が満ちあふれているね」                                                                        | ❷                                                         | なでしこ "純粋な愛" "無邪気" "貞操" "才能" | 夕顔 "夜" "はかない恋" | 夕顔 "夜" "はかない恋" |
| 48 | ひるがお                                                  | 劉輝、燕青 十三姫                                         | "きずな" |                                                           | マツユキソウ "希望" "慰め" "恋の最初のまなざし" | ハボタン "利益" "祝福" | ハボタン "利益" "祝福" |
| 49 | なでしこ                                                  | 劉輝、燕青 十三姫                                         | "純粋な愛" | ❸                                                         | マツユキソウ "希望" "慰め" "恋の最初のまなざし" | ハボタン "利益" "祝福" | ハボタン "利益" "祝福" |
| 50 | マツユキソウ                                              | 秀麗、劉輝 蘇芳                                           | "希望" "慰め" | ❸                                                         | 菜の花 "快活さ" | マーガレット "恋占い" "予言" "真実の愛" "誠実" | マーガレット "恋占い" "予言" "真実の愛" "誠実" |
| 51 | （なし）                                                  | 秀麗、劉輝 蘇芳                                           | 50回記念ラジオDJ風。質問「秀麗は姮娥楼で藍将軍に見かけたことはなかったんですか？」                                                   | ❸                                                         | 菜の花 "快活さ" | マーガレット "恋占い" "予言" "真実の愛" "誠実" | マーガレット "恋占い" "予言" "真実の愛" "誠実" |
| 52 | ハボタン                                                  | 秀麗、劉輝 静蘭                                           | "利益と祝福" 冗官のときに街で慈善即売会を催す                                                                                        |                                                           | エゾギク "信じる心" "同感" "追想" "甘い夢"（ピンク） "恋の勝利" "私の愛はあなたより深い"（紫） "信頼" "あなたを信じているけど心配"（青） "私を信じてください"（白） | エゾギク "信じる心" "同感" "追想" "甘い夢"（ピンク） "恋の勝利" "私の愛はあなたより深い"（紫） "信頼" "あなたを信じているけど心配"（青） "私を信じてください"（白） | エゾギク "信じる心" "同感" "追想" "甘い夢"（ピンク） "恋の勝利" "私の愛はあなたより深い"（紫） "信頼" "あなたを信じているけど心配"（青） "私を信じてください"（白） |
| 53 | マーガレット                                              | 秀麗（現/幼） 劉輝（現/幼） 静蘭                          | "誠実" "真実の愛" 「人のせりふをとっちゃだめよー」                                                                                   | ❸                                                         | エゾギク "信じる心" "同感" "追想" "甘い夢"（ピンク） "恋の勝利" "私の愛はあなたより深い"（紫） "信頼" "あなたを信じているけど心配"（青） "私を信じてください"（白） | エゾギク "信じる心" "同感" "追想" "甘い夢"（ピンク） "恋の勝利" "私の愛はあなたより深い"（紫） "信頼" "あなたを信じているけど心配"（青） "私を信じてください"（白） | エゾギク "信じる心" "同感" "追想" "甘い夢"（ピンク） "恋の勝利" "私の愛はあなたより深い"（紫） "信頼" "あなたを信じているけど心配"（青） "私を信じてください"（白） |
| 54 |                                                           |                                                           | |                                                           | エゾギク "信じる心" "同感" "追想" "甘い夢"（ピンク） "恋の勝利" "私の愛はあなたより深い"（紫） "信頼" "あなたを信じているけど心配"（青） "私を信じてください"（白） | エゾギク "信じる心" "同感" "追想" "甘い夢"（ピンク） "恋の勝利" "私の愛はあなたより深い"（紫） "信頼" "あなたを信じているけど心配"（青） "私を信じてください"（白） | エゾギク "信じる心" "同感" "追想" "甘い夢"（ピンク） "恋の勝利" "私の愛はあなたより深い"（紫） "信頼" "あなたを信じているけど心配"（青） "私を信じてください"（白） |
| 55 | エゾギク                                                  | 秀麗、香鈴 珠翠                                           | "信頼" "あなたを信じているけど心配"（青） 『湯けむり美人三人』                                                                       | ❸                                                         | ホトトギス "永遠にあなたのもの" | ホトトギス "永遠にあなたのもの" | ホトトギス "永遠にあなたのもの" |
| 56 | エゾギク                                                  | 秀麗、劉輝                                                | "恋の勝利"（紫） "信頼"（青） 仙洞省にて                                                                                             | ❸                                                         | アヤメ "良い便り" "信じる者の幸福" "消息" | アヤメ "良い便り" "信じる者の幸福" "消息" | アヤメ "良い便り" "信じる者の幸福" "消息" |
| 57 | エゾギク                                                  | 秀麗、劉輝                                                | 花言葉をふんだんに使って 「白いエゾギクの花言葉は…」                                                                                 |                                                           | アヤメ "良い便り" "信じる者の幸福" "消息" | アヤメ "良い便り" "信じる者の幸福" "消息" | アヤメ "良い便り" "信じる者の幸福" "消息" |
| 58 |                                                           |                                                           | |                                                           | | | |
| 59 | アヤメ                                                    | 秀麗、劉輝 静蘭                                           | "良い便り" "信じる者の幸福" 「きっと、必ず」                                                                                         | ❸                                                         | | | |
| ※第27回まではラジオCD第一～四巻（表の①～④）、第28回以降はラジオCDセカンドシリーズ第一～三巻（表の❶～❸）に収録。 |                                                           |                                                           | |                                                           | | | |